# Bhutanotrechus reflexicollis
Genre
Espèce
Bhutanotrechus reflexicollis est une espèce de coléoptères de la famille des Carabidae, la seule du genre Bhutanotrechus.

## Distribution
Cette espèce est endémique du Bhoutan, elle ne se rencontre que dans des grottes.

## Publication originale
- (de) Ueno, 1977 : Ergebnisse der Bhutan-Expedition 1972 des Naturhistorischen Museums in Basel. Coleoptera: fam Carabidae subfam Trechinae. Entomologica Basiliensia, vol. 2, p. 175-196.